# Distrikt Zorritos
Der Distrikt Zorritos liegt in der Provinz Contralmirante Villar der Region Tumbes im äußersten Nordwesten von Peru. Der Distrikt wurde am 25. November 1942 gegründet. Am 3. April 2006 wurde aus dem südlichen Teil des Distrikts der neu gegründete Distrikt Canoas de Punta Sal gebildet. Der Distrikt Zorritos hat eine Fläche von 644,52 km². Beim Zensus im Jahr 2017 wurden 12.371 Einwohner gezählt. 10 Jahre zuvor lag die Einwohnerzahl bei 10.252. Verwaltungssitz des Distrikts ist die am Meer gelegene Provinzhauptstadt Zorritos mit 7363 Einwohnern (Stand 2017). Zorritos liegt 26 km westsüdwestlich der Regionshauptstadt Tumbes.

## Geographische Lage
Der Distrikt Zorritos liegt an der Pazifikküste im Norden der Provinz Contralmirante Villar. Er erstreckt sich über eine halbwüstenhafte Landschaft. Der Distrikt besitzt eine etwa 40 km lange Küstenlinie und reicht etwa 20 km ins Landesinnere. An der Küste gibt es mehrere Badestrände. Die Nationalstraße 1N (Panamericana) führt entlang der Küste des Distrikts. Im Norden grenzt der Distrikt Zorritos an den Distrikt La Cruz (Provinz Tumbes), im Osten an den Distrikt San Jacinto (ebenfalls in der Provinz Tumbes), im Südosten an den Distrikt Casitas sowie im Süden an den Distrikt Canoas de Punta Sal.

## Ortschaften im Distrikt
Neben der Hauptstadt Zorritos gibt es folgende Orte im Distrikt Zorritos:
- Acapulco
- Bocapán
- Bonanza
- Dos Bocanas
- El Abejal
- El Rubio
- Grau
- Hoyola
- Huacura
- Las Ánimas
- Los Pozos
- Nueva Esperanza
- Nuevo Paraíso
- Palo Santo
- Pampa de los Chivatos
- Pan Viejo
- Pedregal
- Peña Negra
- Peña Redonda
- Playa Florida
- Punta Pico
- Suárez